# Amiloidose renal
Amiloidose renal é um tipo de amiloidose, também conhecida como insuficiência renal por amiloidose, leva o paciente a insuficiência renal em 1 a 2 anos pela superprodução de imunoglobulina monoclonal de cadeia leve tipo Kappa, o depósito desta substância nos rins compromete o seu funcionamento.
O dianóstico é histológico pela verificação do tecido que reage ao vermelho congo com exames ópticos que utilizam a luz polarizada.
São usados melfalam, o dimetilsulfóxido (DMSO), a colchicina e os corticóides (estes associados a uma das outras drogas) para o tratamento de amiloidose.
Ver também
- Amiloidose renal familiar
- Amiloidose nasal